# Ksar es-Seghir
Ksar es-Seghir (Arabisch: القصر الصغير, Amazigh: ⵍⵇⵚⵔ ⴰⵎⴻⵣⵣⵢⴰⵏ, Leqṣer Ameẓẓyan), ook wel geschreven als Alcácer-Ceguer tijdens de Portugese periode, is een historische kustplaats in het noorden van Marokko. De stad ligt aan de Straat van Gibraltar, tussen Tanger en Ceuta, in de provincie Fahs-Anjra, regio Tanger-Tétouan-Al Hoceïma. Door haar strategische ligging speelde Ksar es-Seghir eeuwenlang een belangrijke rol in de maritieme en militaire geschiedenis van Noord-Afrika.

## Geografie
Ksar es-Seghir bevindt zich aan een beschutte baai aan de Middellandse Zee, op ongeveer 38 kilometer ten oosten van Tanger en 33 kilometer ten westen van Ceuta. De stad ligt aan de rechteroever van de gelijknamige rivier Oued Ksar es-Seghir. Nabij de stad bevinden zich ook het havencomplex Tanger Med en een militaire marinebasis.

## Geschiedenis

### Vroege geschiedenis
De oorsprong van de nederzetting gaat terug tot de Fenicische en later Romeinse periode, toen het bekend stond als Lissa of Exilissa. In deze periode functioneerde het als een haven en visverwerkingscentrum.

### Islamitische periode
In de 8e eeuw werd het gebied onderdeel van het islamitische rijk. Tijdens de heerschappij van de Almoraviden en later de Almohaden werd het een belangrijke militaire en handelslocatie. In 1287 liet sultan Abu Yaqub Yusuf van de Mariniden de stad versterken met een cirkelvormige muur met bastions en monumentale poorten zoals Bab al-Bahr, Bab Sebta en Bab Fès.

### Portugese bezetting (1458–1549)
Op 23 oktober 1458 werd Ksar es-Seghir veroverd door de Portugese koning Afonso V tijdens een militaire expeditie. De stad kreeg de naam Alcácer-Ceguer en werd voorzien van nieuwe verdedigingswerken. Gedurende bijna een eeuw was de stad een bruggenhoofd voor verdere Portugese expansie in Noord-Afrika. In 1549 trokken de Portugezen zich terug en vernietigden veel infrastructuur bij hun vertrek.

### Moderne periode
Na de Portugese terugtrekking werd de stad een toevluchtsoord voor Moriscos, die in 1609 uit Spanje werden verdreven. Vanaf de 17e eeuw verloor de stad haar militaire betekenis en werd zij een klein vissersdorp. In de 21e eeuw herwon de regio belang door de ontwikkeling van de haven Tanger Med en de aanleg van nieuwe infrastructuur.

## Erfgoed en bezienswaardigheden
- Marinidische stadsmuren: middeleeuwse vestingwerken met bastions en toegangspoorten.
- Portugese fortificaties: resten van kerken, wachttorens en militaire structuren uit de 15e–16e eeuw.
- Archeologische overblijfselen: sporen van Romeinse, islamitische en Europese aanwezigheid in het gebied.

## Hedendaagse betekenis
Ksar es-Seghir is anno 2025 een rustige kustplaats met beperkte toeristische ontwikkeling. Door de nabijheid van Tanger Med is de regio wel betrokken bij economische en logistieke ontwikkelingen. De plaats trekt bezoekers aan die geïnteresseerd zijn in geschiedenis, natuur en rustige stranden.